# Relationale Datenbank
Eine relationale Datenbank ist eine digitale Datenbank, die zur elektronischen Datenverwaltung in Computersystemen dient und auf einem tabellenbasierten relationalen Datenbankmodell beruht. Grundlage des Konzeptes relationaler Datenbanken ist die Relation. Sie stellt eine mathematische Beschreibung einer Tabelle dar und ist ein im mathematischen Sinn wohldefinierter Begriff; siehe Datenbankrelation. Operationen auf diesen Relationen werden durch die relationale Algebra bestimmt.
Das zugehörige Datenbankmanagementsystem wird als relationales Datenbankmanagementsystem oder RDBMS (Relational Database Management System) bezeichnet. Zum Abfragen und Manipulieren der Daten wird überwiegend die Datenbanksprache SQL (Structured Query Language) eingesetzt, deren theoretische Grundlage die relationale Algebra ist.
Das relationale Datenbankmodell wurde 1970 von Edgar F. Codd erstmals vorgeschlagen und ist bis heute trotz einiger Kritikpunkte ein etablierter Standard für Datenbanken.

## Grundlegende Konzepte

Begriffe relationaler Datenbanken

Eine relationale Datenbank kann man sich als eine Sammlung von Tabellen (den Relationen) vorstellen, in welchen Datensätze abgespeichert sind. Jede Zeile (Tupel) in einer Tabelle ist ein Datensatz (record). Jedes Tupel besteht aus einer Reihe von Attributwerten (Attribute = Eigenschaften), den Spalten der Tabelle. Das Relationenschema legt dabei die Anzahl und den Typ der Attribute für eine Relation fest. Das Bild illustriert die Relation R mit Attributen A1 bis An in den Spalten.
Zum Beispiel wird ein Buch in einer Bibliothek durch den Datensatz (Buch-ID, Autor, Verlag, Verlagsjahr, Titel, Datum der Aufnahme) beschrieben. Ein Datensatz muss eindeutig identifizierbar sein. Das geschieht über einen oder mehrere Schlüssel (englisch key). In diesem Fall enthält Buch-ID die Schlüssel. Ein Schlüssel darf sich niemals ändern. Er bezieht sich auf den Datensatz und nicht auf die Position in der Tabelle.
| Buch-ID | Autor              | Verlag                    | Verlagsjahr | Titel                  | Datum      |
| ------- | ------------------ | ------------------------- | ----------- | ---------------------- | ---------- |
| 100     | Hans Vielschreiber | Musterverlag              | 2007        | Wir lernen SQL         | 13.01.2007 |
| 200     | J. Gutenberg       | Gutenberg und Co.         | 1452        | Drucken leicht gemacht | 01.01.1452 |
| 300     | G. I. Caesar       | Handschriftverlag         | −44         | Mein Leben mit Asterix | 16.03.−44  |
| 400     | Galileo Galilei    | Inquisition International | 1640        | Eppur si muove         | 1641       |
| 500     | Charles Darwin     | Vatikan-Verlag            | 1860        | Adam und Eva           | 1862       |

## Beziehungen zwischen Tabellen
Weiterhin können Verknüpfungen genutzt werden, um die Beziehungen zwischen Tabellen auszudrücken. Eine Bibliothekdatenbank könnte damit etwa folgendermaßen mit drei Tabellen implementiert werden:
Tabelle Buch, die für jedes Buch eine Zeile enthält:
- Jede Zeile besteht aus den Spalten der Tabelle (Attributen): Buch-ID, Autor, Verlag, Verlagsjahr, Titel, Datum der Aufnahme.
- Als Schlüssel dient die Buch-ID, da sie jedes Buch eindeutig identifiziert.

Tabelle Nutzer, die die Daten von allen registrierten Bibliotheksnutzern enthält:
- Die Attribute wären zum Beispiel: Nutzer-ID, Vorname, Nachname.

| Nutzer-ID | Vorname | Nachname    |
| --------- | ------- | ----------- |
| 10        | Hans    | Vielleser   |
| 11        | Jens    | Mittelleser |
| 12        | Erich   | Wenigleser  |

| Nutzer-ID | Buch-ID |
| --------- | ------- |
| 10        | 300     |
| 10        | 200     |
| 10        | 500     |
| 11        | 100     |
| 12        | 400     |

Außerdem braucht man eine dritte Tabelle Entliehen, die Informationen über die Verfügbarkeit des Buches enthält. Sie würde die Attribute Nutzer-ID und Buch-ID enthalten. Jede Zeile dieser Tabelle Entliehen ordnet einer Nutzer-ID eine Buch-ID zu.
Der Eintrag (10,300) würde also heißen, dass der Nutzer mit der ID 10 („Hans Vielleser“) das Buch mit der ID 300 („Mein Leben mit Asterix“) entliehen hat. Derselbe Nutzer hat auch das Buch „Drucken leicht gemacht“ entliehen, was durch den Tabelleneintrag (10,200) dargestellt ist. Als Schlüssel nimmt man hier die Attributmenge (Nutzer-ID, Buch-ID). Gleichzeitig verbindet die Nutzer-ID jeden Eintrag der Tabelle Entliehen mit einem Eintrag der Tabelle Nutzer sowie die Buch-ID jeden Eintrag von Entliehen mit einem Eintrag der Tabelle Buch. Deswegen heißen diese Attribute in diesem Zusammenhang Fremdschlüssel (englisch foreign key).
Tabellen ohne Fremdschlüssel nennt man flache Tabellen.
Der hier benutzte Begriff Relation beschreibt die Beziehung der Attribute zum Relationennamen. So gilt im obigen Beispiel: Hans ist ein Attribut der Relation 
„Nutzer“. Somit wird Relation bei relationalen Datenbanken allgemein als Synonym für Tabelle genutzt. Im Gegensatz dazu beschreibt die Relation bei einem Entity-Relationship-Modell die Beziehung zwischen Entitäten.

## Abgrenzung
Neben dem relationalen Datenbankmodell gibt es verschiedene alternative Konzepte, die es erlauben, Daten in anderen Strukturen zu verwalten. Diese Konzepte haben oft nur noch eine geringe Bedeutung oder haben sich noch nicht durchgesetzt. Dennoch bieten sie für bestimmte Applikationen eine einfachere Anbindung der zu verwaltenden Daten. In den letzten Jahren haben sich vermehrt sogenannte NoSQL Datenbanken durchgesetzt.

### Ältere Ansätze
In den 1960er und 1970er Jahren wurden zur betrieblichen Datenverarbeitung hierarchische Datenbanksysteme sowie Netzwerk-Datenbanksysteme verwendet. Bei diesen wird die Daten- bzw. Tabellenstruktur in der Entwurfsphase definiert und kann nicht bei der Abfrage variiert werden. Sie kommen in Spezialfällen auch heute noch zum Einsatz.

### Objektorientierte Datenbanken
Mit dem Aufkommen objektorientierter Programmiersprachen wurden zunehmend Objektdatenbanken angeboten. Damit können Objekte aus OO-Sprachen wie Java direkt in der Datenbank gehalten werden – eine Abbildung der Objekte auf die relationale Tabellenstruktur, das objektrelationale Mapping, ist dann nicht mehr notwendig. Dieses Vorgehen hat Vorteile gegenüber dem relationalen Entwurf, wenn man komplexe Datenobjekte speichern möchte, die nur schwer auf die flachen relationalen Tabellenstrukturen abgebildet werden können. Objektdatenbanken haben jedoch noch immer Nachteile gegenüber relationalen Datenbanken bei der Verarbeitung großer Datenmengen. Dies ist beispielsweise durch Zugriffspfade zu Objekten über mehrere Pfadarten (bspw. Vererbung und Assoziation) verursacht. Dies führt bei Schreiboperationen in der Sperrverwaltung zu einer exponentiellen Komplexität und somit zu schlechter Leistung. Die Leistungsprobleme wurden in den objektrelationalen Datenbanken aufgegriffen, in denen nur die Konstrukte aus objektorientierten Datenbanken mit niedrigerer Komplexität (bspw. {\displaystyle O(n\cdot \log(n))}) übernommen wurden.

### Objektrelationale Datenbanken
Einige Anbieter fügen ihren relationalen Datenbanken objektorientierte Eigenschaften hinzu und nennen diese dann objektrelationale Datenbanken. Diese sind jedoch nicht zur direkten Abbildung von Objekten der Programmiersprache vorgesehen – sie benutzen lediglich das Konzept der Vererbung bei Definition und Abfrage von Tabellen mit ähnlichen Feldstrukturen und vereinfachen damit deren Handhabung. Der SQL-99-Standard wurde um objektrelationale Sprachelemente erweitert.

### Semistrukturierte Datenbanken
Neuere Konzepte sind die semistrukturierten Datenbanken. Sie unterscheiden sich von den herkömmlichen Datenbankmodellen darin, dass sie kein fest vorgegebenes Schema haben. Die Datenbank wird hierarchisch, baumartig aufgebaut und jede Datenbankeinheit (englisch entity) des gleichen Typs kann verschiedene Mengen von Attributen haben.
Typische Vertreter dieses Typs sind XML-Datenbanken, welche die Daten als XML-Fragmente verwalten. Die XML-Daten sind hierbei hierarchisch geordnet und können beliebige Strukturen enthalten, solange diese nach XML-Definition wohlgeformt sind. Die Daten können über XQuery oder XPath abgefragt werden. Zur Manipulation werden heute proprietäre Spracherweiterungen verwendet. Der Nachteil von aktuellen XML-Datenbanken ist die im Vergleich zu relationalen Systemen geringere Performance.
Semistrukturierte Datenbanken lassen sich über Erweiterungen oder Server-Programmierung auch mit relationalen DB realisieren, wobei das Relationenmodell aber nicht mehr angewendet wird.

## Theorie der relationalen Datenbanken
Die Grundlagen der Theorie der relationalen Datenbank wurden von Edgar F. Codd in den 1960ern und 1970ern gelegt und in seiner Arbeit A Relational Model of Data for Large Shared Data Banks beschrieben. Theoretisch basieren alle Operationen auf der relationalen Algebra.

### Grundlegendes zur relationalen Algebra
Die relationale Algebra ist ein algebraisches Modell, das beschreibt, wie Daten gespeichert, abgefragt und manipuliert werden können. Die wesentlichen Operationen, aus denen alle weiteren abgeleitet werden können, sind die folgenden:
- Projektion (englisch projection)
- Selektion (englisch selection)
- Kreuzprodukt oder Kartesisches Produkt (englisch cross product, cross join oder cartesian product)
- Umbenennung (englisch rename)
- Vereinigung (englisch union)
- Differenz (englisch set difference oder minus)

Alle Anfragen, die mittels SQL an eine relationale Datenbank gestellt werden, werden vom Datenbankmanagementsystem auf diese Operatoren abgebildet, das heißt übersetzt. In der Praxis gibt es weitere Operatoren, wie zum Beispiel den Join-Operator, der jedoch ebenfalls nur eine Kombination aus Kreuzprodukt, Selektion und Projektion darstellt.

### Beschränkungen der relationalen Algebra
Die relationale Algebra bietet keine Unterstützung zur Berechnung von rekursiven Anfragen (transitive Hülle). Das heißt beispielsweise, dass es nicht möglich ist, in einer Anfrage alle Vorfahren einer Person zu berechnen, wenn diese in einer Relation Person gespeichert sind und über eine Relation VorfahreVon mit dem jeweiligen Vorfahren in Person verbunden ist. Die Vorfahren können nur durch eine Folge von Anfragen ermittelt werden.
Mit der Einführung von SQL-99 wurde jedoch auch eine erweiterte relationale Algebra eingeführt, die eine Operation zur Berechnung der transitiven Hülle erlaubt.

## Datenbankschema und Modellierung

Ein ER-Diagramm in Chen-Notation

Wichtiger Bestandteil einer relationalen Datenbank ist ihr Schema. Das Schema legt fest, welche Daten in der Datenbank gespeichert werden und wie diese Daten in Beziehung zueinander stehen. Der Vorgang zum Erstellen eines Schemas nennt sich Datenmodellierung.
Zur Modellierung von relationalen Datenbanken wird auch das Entity-Relationship-Modell verwendet. Es dient zum Entwurf eines konzeptuellen Schemas, welches unter Verwendung eines Datenbankmanagementsystems (DBMS) implementiert werden kann. Dieser Schritt wird als logischer Entwurf oder auch Datenmodellabbildung bezeichnet und hat als Ergebnis ein Datenbankschema im Implementierungsdatenmodell des DBMS.
Ein wichtiger Schritt des Modellierungsprozesses ist die Normalisierung. Diese soll Redundanzen verringern und Anomalien verhindern, um so die Wartung einer Datenbank zu vereinfachen, sowie die Konsistenz der Daten zu gewährleisten. Edgar F. Codd hat dazu vier Normalformen vorgeschlagen, die seitdem bei dem relationalen Datenbankentwurf zum Einsatz kommen und um weitere ergänzt wurden.

## Kritik am relationalen Datenbankmodell
Segmentierung
In der relationalen Darstellung erfolgt die Abspeicherung eines Objektes segmentiert auf viele unterschiedliche Relationen. Die Anwendungsobjekte sind normalerweise komplex, bestehen also selbst wieder aus Objekten oder Listen von Objekten. Da das relationale Modell lediglich Tupelmengen kennt, die aus Werten bestehen, müssen komplexe Anwendungsobjekte bei einer Abfrage durch das DBMS mittels zahlreicher Joins aus den einzelnen Relationen wiederhergestellt werden. Dies kann zu unübersichtlichen Abfragen führen, die bei jeder strukturellen Änderung des Anwendungsobjekts auf Anpassungsbedarf hin überprüft werden müssen. Die Verwendung von Joins, welche durch jeweils gut passende Datenbank-Indizes unterstützt werden müssen, macht den Objektzugriff aufwendiger als z. B. bei einer Objektdatenbank, sowohl beim Ressourcenbedarf als auch beim Entwicklungsaufwand.
Künstliche Schlüsselattribute
Zur eindeutigen Identifizierung von Tupeln müssen in manchen Fällen künstliche Schlüssel eingesetzt werden. Dies dient z. B. dazu, die Größe des Schlüssels zu reduzieren, wenn er als Fremdschlüssel eingesetzt werden soll, oder dazu, gehört-zu-Beziehungen zu implementieren. Es werden also Attribute in die Relation aufgenommen, die mit der abstrakten Beschreibung eines Anwendungsobjekts nichts zu tun haben, sondern „nur“ Verwaltungsinformationen sind.
Externe Programmierschnittstelle
Da in vielen relationalen Datenbanken nur Datenmanipulationssprachen eingeschränkter Mächtigkeit vorhanden sind, werden meist Schnittstellen zu mächtigeren Programmiersprachen notwendig. Diese Verbindung führt ggf. zu einer ungünstigen Handhabung, z. B. wenn das mengenorientierte SQL in dem satzorientierten C++ zu verarbeiten ist, siehe Object-relational impedance mismatch.
Es gibt jedoch auch relationale Datenbanken mit mächtigen Programmiersprachen, etwa PL/SQL in Oracle oder PL/pgSQL in PostgreSQL oder T/SQL in Microsoft SQL Server; bei beiden Datenbanksystemen erlauben die jeweiligen Datenmanipulationssprachen das Einbinden von anderen Programmiersprachen. PL/SQL ermöglicht z. B. die Verwendung von Java-Programmen oder C++-Programmen innerhalb von PL/SQL-Programmen. PL/pgSQL ermöglicht wiederum die Server-Programmierung mit anderen Sprachen wie PHP, Tcl oder Python.
Objekteigenschaften und -verhalten häufig nicht abbildbar
In der relationalen Datenbank kann das anwendungstypische Verhalten eines Objektes nicht beschrieben werden. Diese Beschreibung kann somit erst außerhalb der Datenbank in einer Anwendungssoftware erfolgen. Wenn mehrere Anwendungen den gleichen Datenbestand nutzen, kann das zu einer redundanten Implementierung führen.
Mit dem Sammelbegriff NoSQL werden nicht-relationale Datenbankmodelle bezeichnet, die Probleme wie die genannten durch alternative Herangehensweisen zu lösen beabsichtigen.

## Gegenüberstellung von Grundbegriffen
| Relationale Datenbank         | Relationen-Modell            | Entity-Relationship-Modell (ERM)     | Unified Modeling Language (UML)   |
| ----------------------------- | ---------------------------- | ------------------------------------ | --------------------------------- |
| Wertebereich (Domäne, Domain) |                              |                                      |                                   |
| Kopfzeile                     | Relationstyp/Relationsformat | Entitätstyp                          | Klasse, Objekttyp                 |
| Spalte                        | Attribut                     | Attribut                             | Attribut                          |
| Tabelle                       | Relation                     | Entitätsmenge(-set)                  | Objektmenge, Instanzmenge, Klasse |
| Spaltenüberschrift(en)        | Fremdschlüssel               | funktionale Beziehung (Relationship) | Assoziation                       |
| Zeile                         | Tupel                        | Entität                              | Objekt, Instanz                   |
| Zelle                         | Attributwert                 | Attributwert                         | Attributwert                      |